# Piazza Cordusio
Piazza Cordusio è una piazza di Milano. Posta dove sorgeva la corte dei duchi longobardi, da cui Curia Ducis e poi "Cordusio".
Un tempo rappresentava il centro finanziario della città, poiché ospitava le sedi di varie istituzioni bancarie. A partire dagli anni 2010, con il trasferimento di queste nei nuovi grattacieli delle zone del Progetto Porta Nuova e CityLife, la piazza ha assunto un ruolo sempre più centrale nella vita sociale e commerciale di Milano.

## Storia

I lavori di costruzione del Palazzo delle Assicurazioni Generali in piazza Cordusio a Milano (1898)

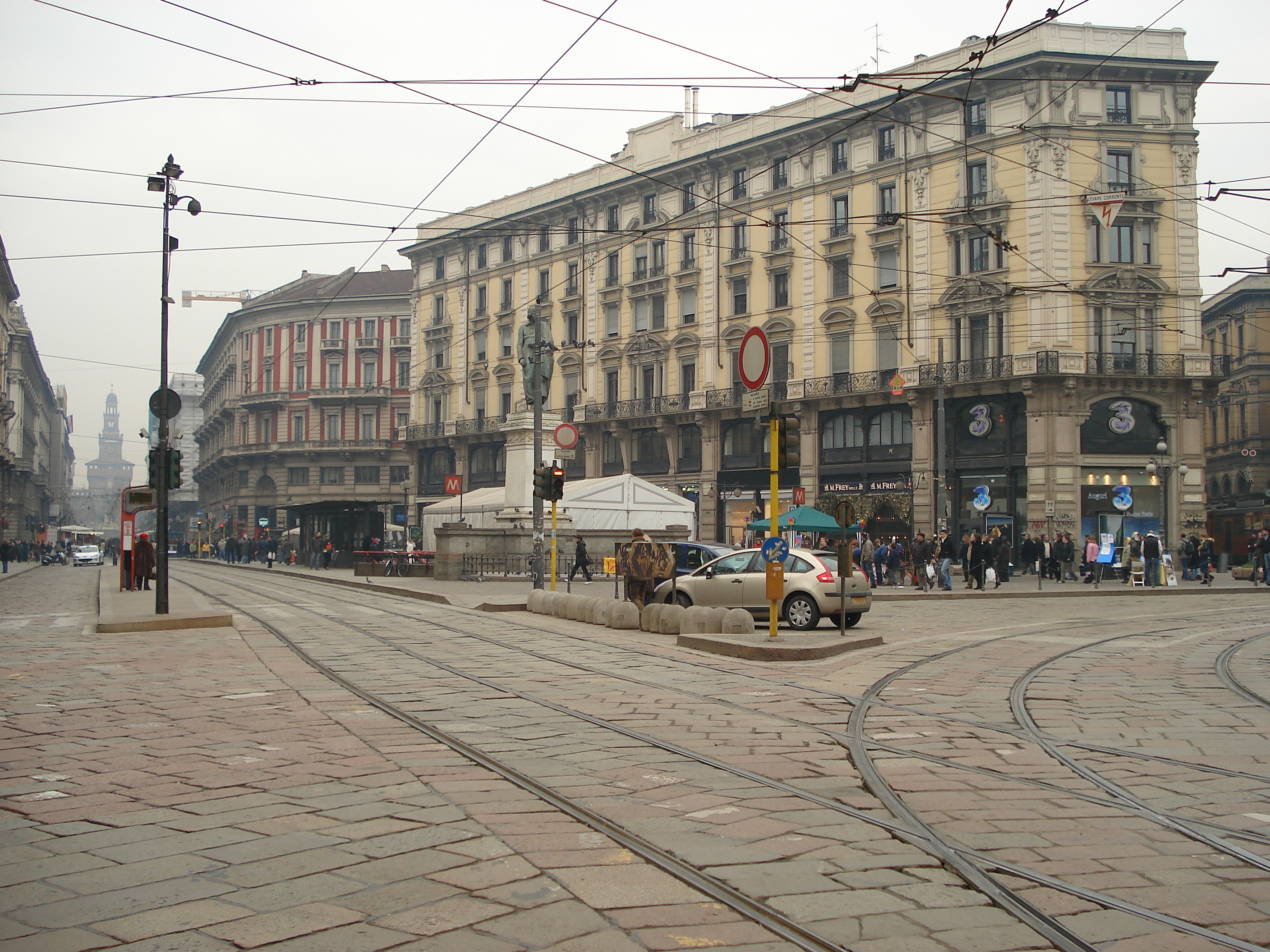
Piazza Cordusio con via Dante e il Castello Sforzesco sullo sfondo.

Trent'anni dopo la distruzione di Milano ad opera degli Ostrogoti condotti da Uraia, il re dei Longobardi, Alboino, scende in Italia nel 568. Da allora l'area divenne Langobardia, e in seguito Lombardia. Con la scomparsa di Alboino nel 572, la Provincia venne divisa fra i tre generali (che divennero duchi). Al duca Alboino toccò la "desolata Milano". Il suo palazzo, che sorgeva nell'odierna piazza, era detto "De curte ducis" (o "Curia ducis", ossia la corte dei duchi lombardi), da cui per corruzione "Cortedoxi", quindi "Corduce" e infine "Corduso" o "Cordusio".
All'interno dell'edificio si svolgevano le attività politiche e amministrative. Nel secolo IX e X, con Berengario la struttura venne adibita a tribunale. Dell'area di allora, oltre la piazza dei Mercanti, resta poco. Il resto fu demolito per consentire la costruzione di nuovi edifici (come il Palazzo Broggi e il Palazzo delle Assicurazioni Generali). L'odierna via Dante che collega Cordusio con il Castello Sforzesco, per esempio, fu realizzata in accordo con il Piano Beruto nel 1884, sacrificando gli isolati che dividevano le due zone. Nelle cartine del 1820 l'unico altro particolare che si è conservato fino ad oggi è la strada della contrada di San Michele al Gallo, oggi via Orefici.

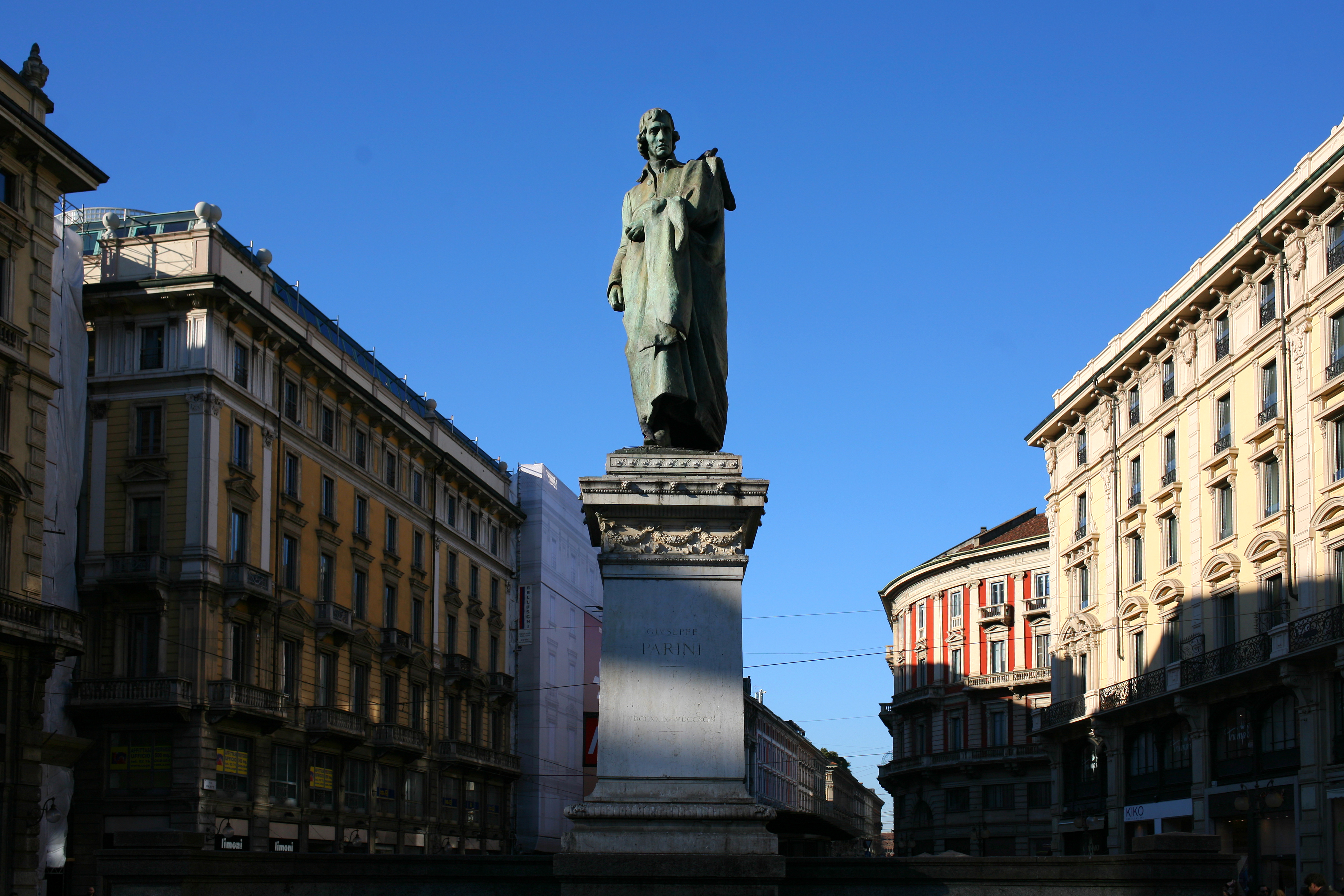
Monumento a Giuseppe Parini

Prima di diventare piazza Cordusio, la conformazione geografica di origine era quella di una strada, poi diventata uno slargo chiamato largo Cordusio. Quindi, assumendo una forma ellittica, dal 28 marzo 1882 fu chiamata piazza Ellittica (e talvolta erroneamente Elittica). Tuttavia nell'uso comune si continuava a chiamarla piazza Cordusio, e il Comune si convinse a restituirle l'antica denominazione. Successivamente il nome subì un cambiamento anche sotto il fascismo e la piazza fu intitolata a Costanzo Ciano, per poi tornare ad essere Cordusio dopo la caduta del regime.
All'interno della piazza era inizialmente stata eretta una delle tante colonne votive di Milano, costruite durante la peste del 1576. Successivamente, nel 1624, venne eretta una statua raffigurante San Carlo Borromeo, che venne spostata nel 1786 nell'omonima piazza nei pressi della Chiesa di Santa Maria Podone. Si dice che la decisione fosse stata presa dal Governatore austriaco di allora, giustificandola come di "intralcio alla circolazione", dopo che andò a sbattervi contro con la carrozza. Il 26 novembre 1899 al centro della piazza viene inaugurato il Monumento a Giuseppe Parini, opera di Luigi Secchi e Luca Beltrami.
Tra la fine dell'Ottocento e l'inizio del Novecento, Cordusio venne ridisegnata, diventando un importante nodo del traffico cittadino e portando alla demolizione di molti edifici per fare spazio a nuove strutture:
- Palazzo Broggi, costruito tra il 1899 e il 1901 da Luigi Broggi, fu sede della Borsa di Milano dal 1900 (prima collocata nel Palazzo dei Giureconsulti in via Mercanti) fino al 1932, fino al 2018 sede di uffici postali e dal 2018 sede di una catena multinazionale di caffetterie;
- Palazzo delle Assicurazioni Generali, costruito tra il 1897 e il 1901 su progetto di Luca Beltrami e Luigi Tenenti;
- Casa Dario-Biandrà, tra via Mercanti e via Tommaso Grossi, realizzato nel 1900 su progetto sempre di Luca Beltrami, costruito in libere forme rinascimentali. Ex sede milanese della banca Sanpaolo IMI, oggi il palazzo è di proprietà di Cattolica Assicurazioni e continua a ospitare, tra gli altri, una filiale della banca Intesa Sanpaolo;[6]
- Palazzo del Credito Italiano, la cui prima costruzione fu a cura di Luigi Broggi, oggi di proprietà del gruppo cinese Fosun.

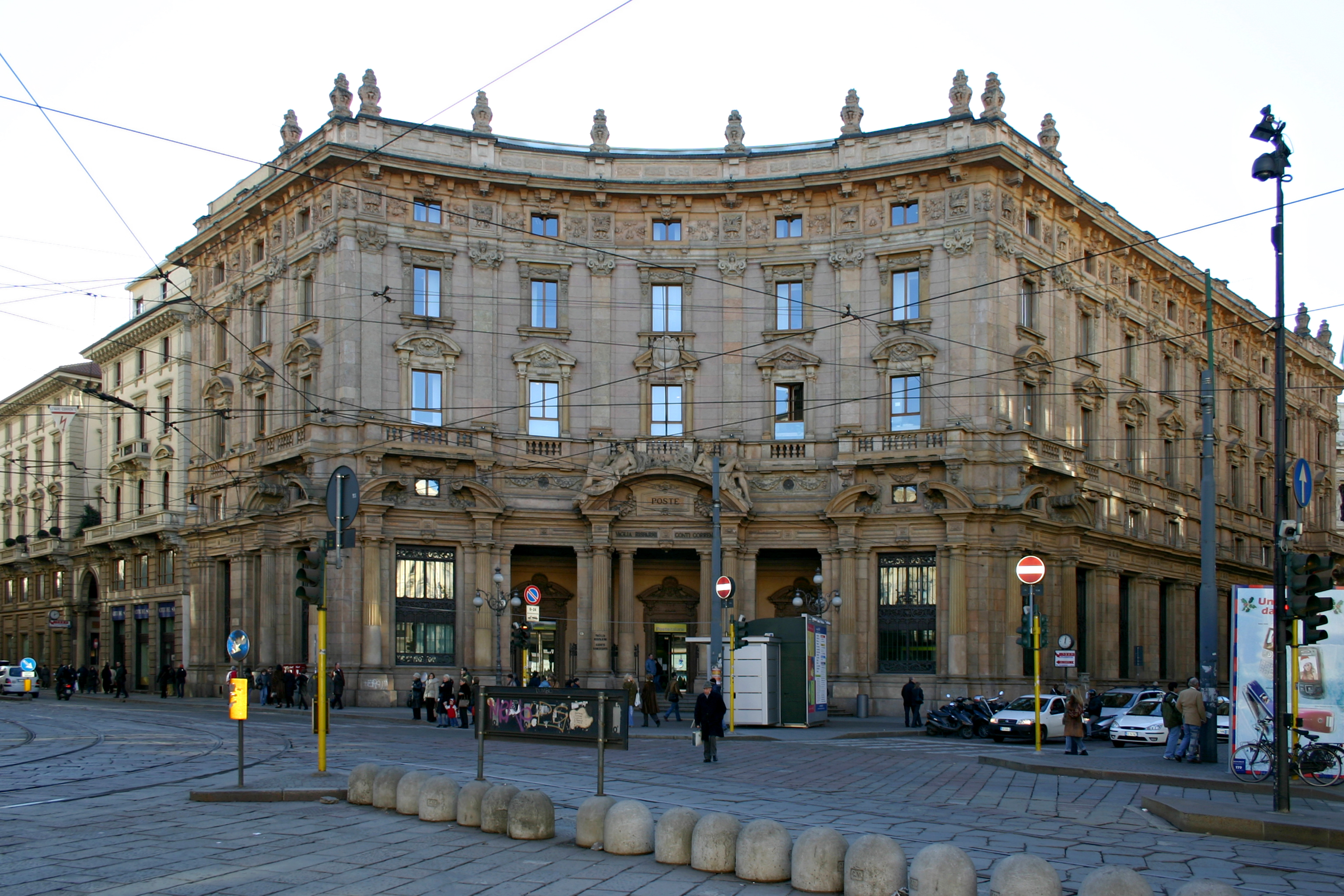
Palazzo Broggi
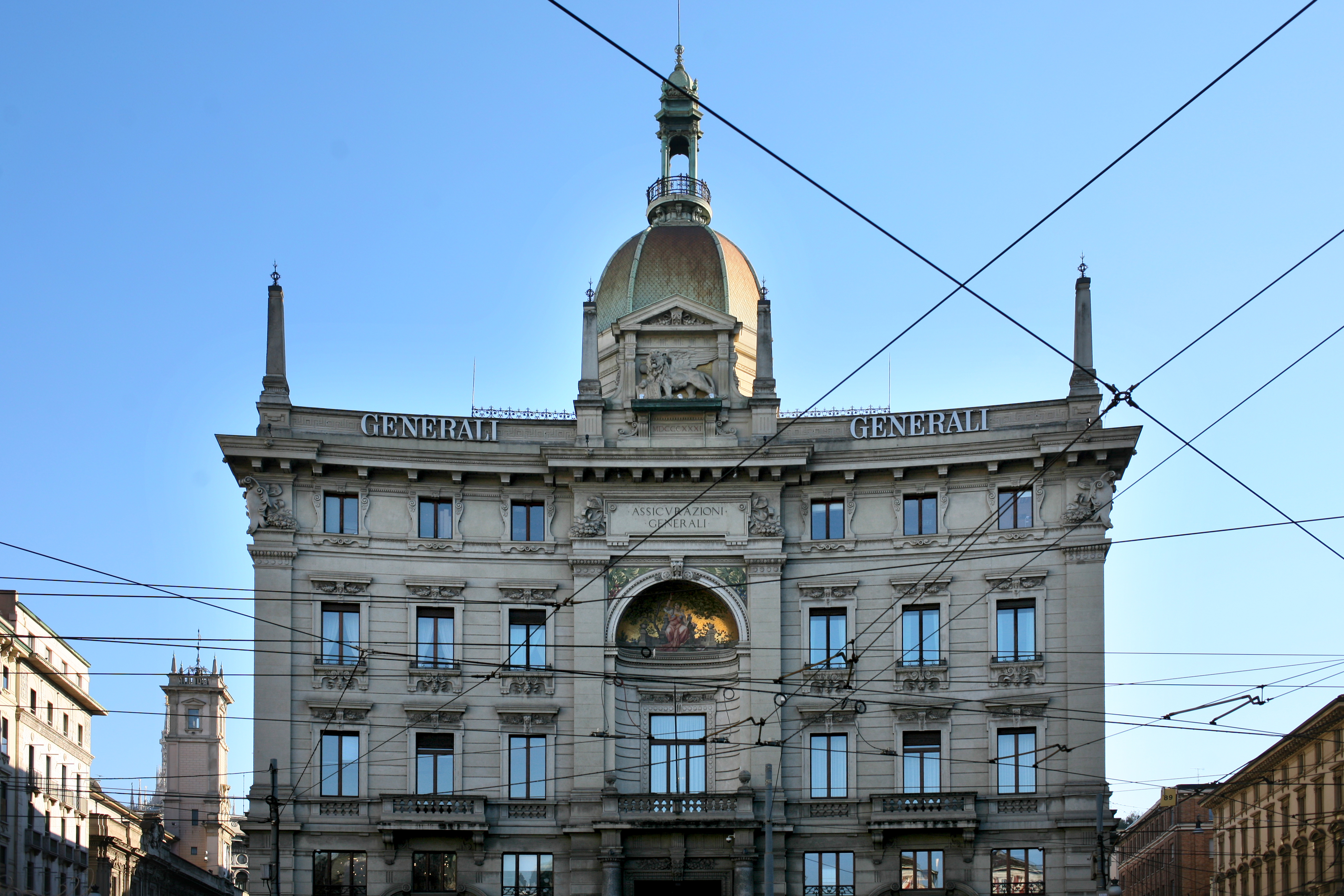
Palazzo delle Assicurazioni Generali
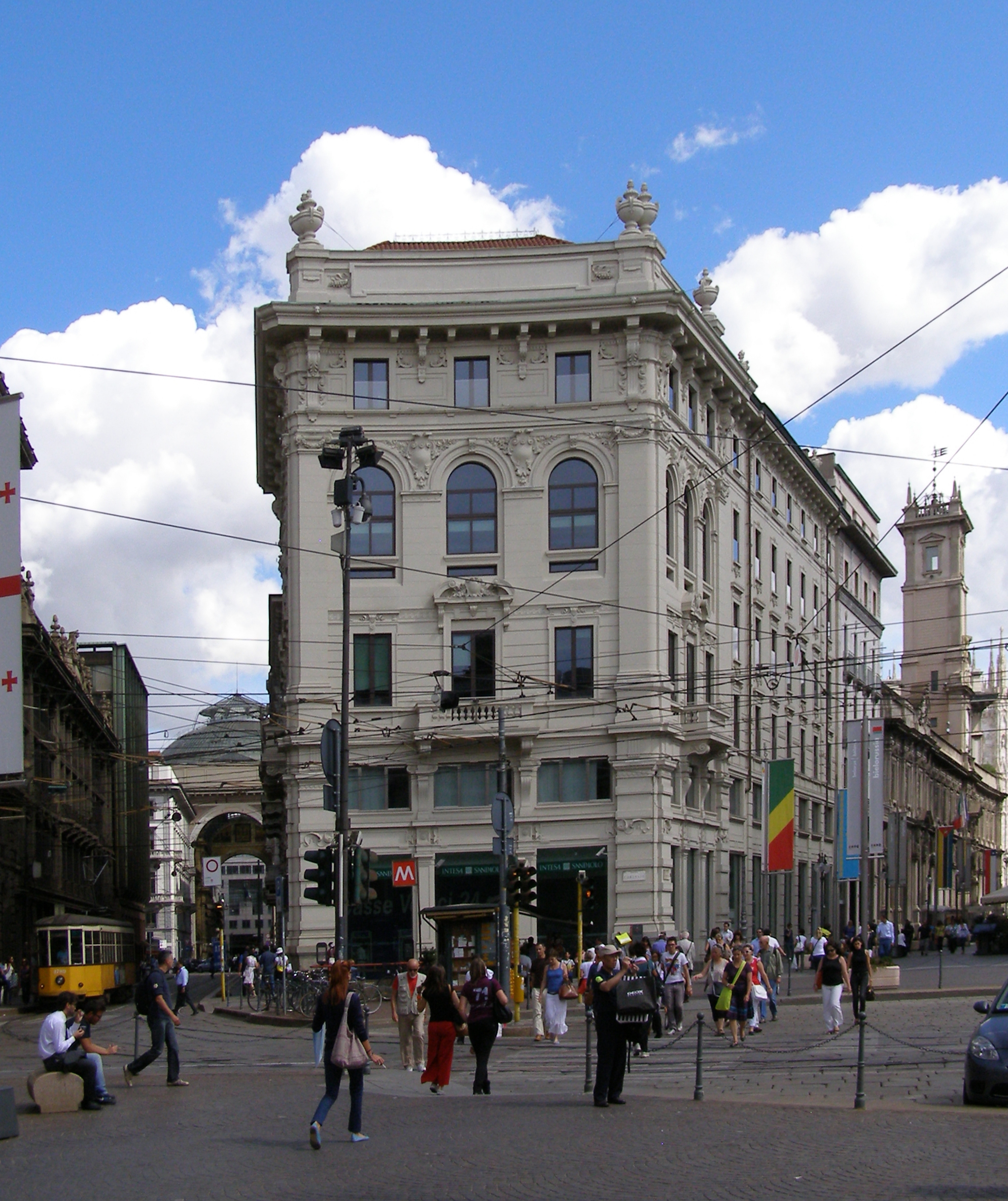
Casa Dario-Biandrà
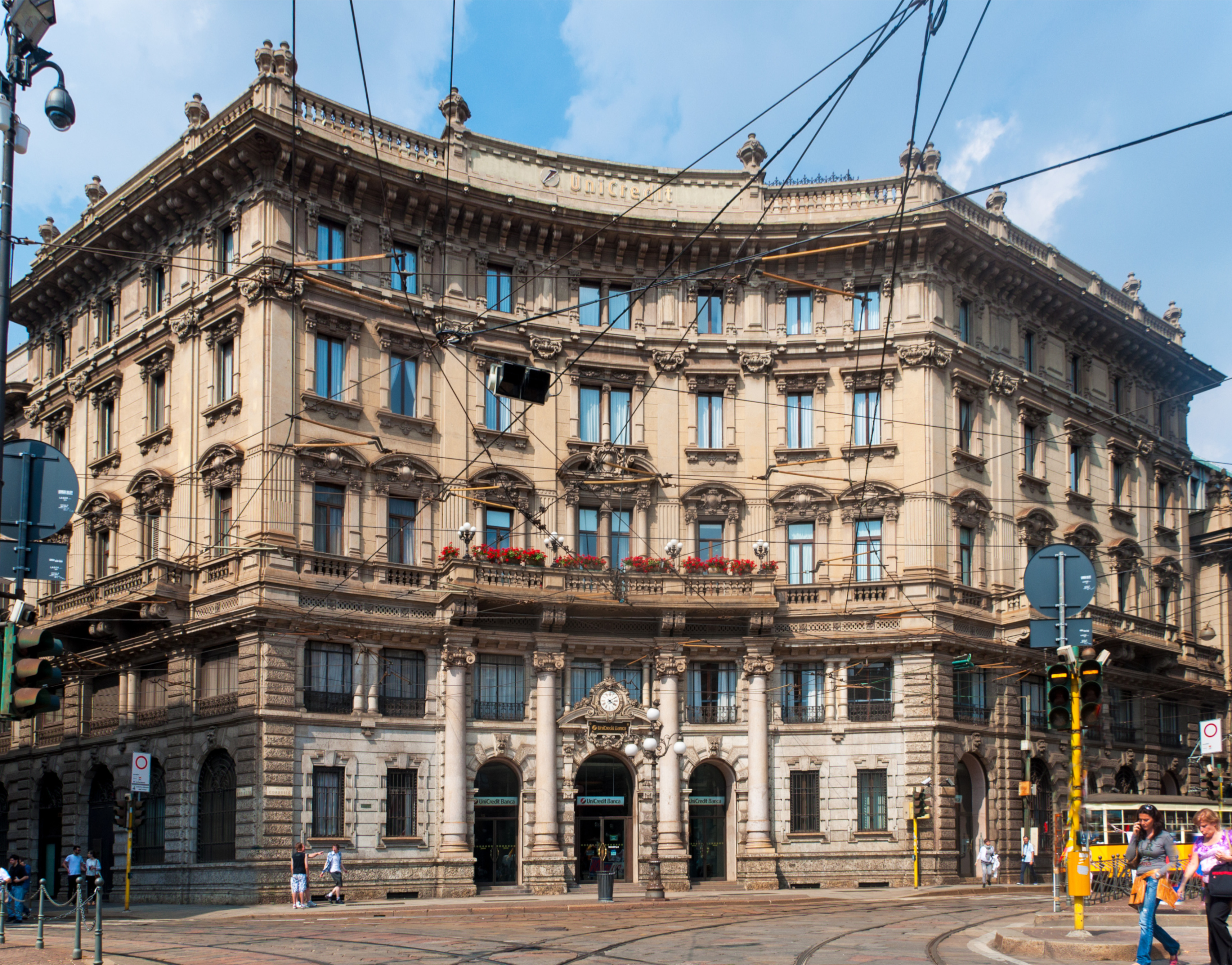
Palazzo del Credito Italiano

## Opere legate alla piazza

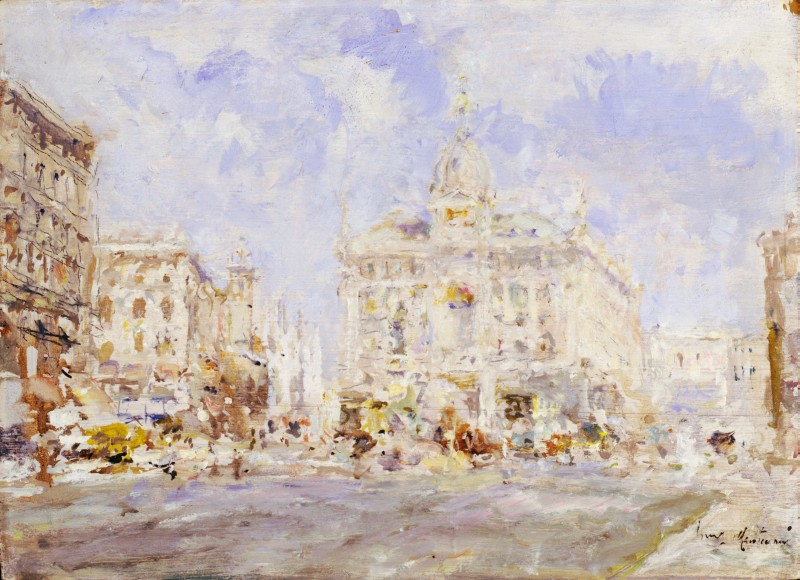
Piazza Cordusio a Milano, dipinto di Luigi Mantovani

Piazza Cordusio compare, tra gli altri, nei seguenti film:
- Gli uomini, che mascalzoni... (Mario Camerini, 1932)[7]
- La corruzione (Mauro Bolognini, 1963)[8]

## Trasporti
- La stazione metropolitana linea  Cordusio;

La piazza è un punto nevralgico della rete tranviaria milanese, dal momento che vi transitano ben 6 linee tranviarie:
- linea 1 (Roserio - Greco/Via Martiri Oscuri)
- linea 2 (Piazza Bausan - Piazzale Negrelli)
- linea 12 (Roserio - Viale Molise)
- linea 14 (Piazzale del Cimitero Maggiore - Lorenteggio/Via Gonin)
- linea 16 (Monte Velino/Via Varsavia - Stadio di San Siro/Piazza Axum)
- linea 19 (Piazza Castelli - Stazione di Milano Lambrate/Piazza Bottini), prolungata di recente.